# Farewell (альбом Oingo Boingo)
Farewell: Live from the Universal Amphitheatre, Halloween 1995 — двойной концертный альбом и видеофильм нью-вейв-группы Oingo Boingo, запечатлевший их последние концерты, завершившиеся в ночь на Хэллоуин 1995 года. Группа отыграла серию из пяти вечеров, завершив её в ночь на Хэллоуин исполнением более 44 песен во время четырёхчасового выступления, которое затянулось за полночь. Как и все их концерты, сет-лист включал песни из обширной дискографии группы, многие из которых получили новые аранжировки.
Несколько треков в версии альбома, выпущенной на компакт-диске, были взяты из записей предыдущих концертов в рамках того же тура, что означает, что исполнение иногда отличается в разных форматах. Песни «Just Another Day» и «Nothing to Fear (But Fear Itself)» были включены в качестве бонус-треков в двухкассетный релиз.
Farewell также примечателен тем, что включает в себя живое исполнение нескольких ранее не издававшихся песен, а именно «Burn Me Up», «Water», «Piggies» и «Clowns of Death».

## Список композиций
Слова и музыка всех песен — Дэнни Эльфмана, кроме «I Am the Walrus» Джона Леннона и Пола Маккартни.
| №                   | Название                           | Оригинальный релиз      | Длительность |
| ------------------- | ---------------------------------- | ----------------------- | ------------ |
| 1.                  | «Insanity»                         | Boingo (1994)           | 7:37 7:42    |
| 2.                  | «Little Girls»                     | Only a Lad (1981)       | 3:55         |
| 3.                  | «Cinderella Undercover»            | Boingo Alive (1988)     | 4:46 4:45    |
| 4.                  | «Controller»                       | Only a Lad              | 2:50         |
| 5.                  | «Burn Me Up»                       | Ранее не издавалась     | 2:53         |
| 6.                  | «Insects»                          | Nothing to Fear (1982)  | 3:09 3:04    |
| 7.                  | «No One Lives Forever»             | Dead Man’s Party (1985) | 4:05 4:12    |
| 8.                  | «Hey!»                             | Boingo                  | 7:47 7:45    |
| 9.                  | «Reptiles and Samurai»             | Nothing to Fear         | 5:41         |
| 10.                 | «Water»                            | Ранее не издавалась     | 4:04         |
| 11.                 | «I Am the Walrus/Tender Lumplings» | Boingo                  | 4:03         |
| 12.                 | «Piggies»                          | Ранее не издавалась     | 6:47         |
| 13.                 | «We Close Our Eyes»                | BOI-NGO (1987)          | 4:12 4:13    |
| 14.                 | «Mary»                             | Boingo                  | 6:15 6:09    |
| 15.                 | «Can’t See (Useless)»              | Boingo                  | 4:28 4:23    |
| Общая длительность: | Общая длительность:                | Общая длительность:     | 72:26        |

- Кассетная версия включает «Nothing to Fear (But Fear Itself)» в качестве 12-го трека[4].

| №                   | Название                          | Оригинальный релиз                                          | Длительность |
| ------------------- | --------------------------------- | ----------------------------------------------------------- | ------------ |
| 1.                  | «Helpless»                        | Boingo[[CS\|CS]] (1994) / би-сайд «Insanity»CD сингл (1994) | 3:48 3:55    |
| 2.                  | «I’m So Bad»                      | Oingo Boingo[[EP\|EP]] (1980)                               | 3:33 3:38    |
| 3.                  | «Change»                          | Boingo                                                      | 8:50 8:49    |
| 4.                  | «Stay»                            | Dead Man’s Party                                            | 3:39         |
| 5.                  | «Who Do You Want to Be»           | Good for Your Soul (1983)                                   | 2:59         |
| 6.                  | «On the Outside»                  | Only a Lad                                                  | 3:36         |
| 7.                  | «Wild Sex (In the Working Class)» | Nothing to Fear                                             | 4:36 4:38    |
| 8.                  | «Dead Man’s Party»                | Dead Man’s Party                                            | 6:12 6:07    |
| 9.                  | «Nasty Habits»                    | Only a Lad                                                  | 5:30 5:32    |
| 10.                 | «Clowns of Death»                 | Ранее не издавалась                                         | 6:50         |
| 11.                 | «Ain’t This the Life»             | Oingo Boingo[[EP\|EP]]                                      | 3:14         |
| 12.                 | «Whole Day Off»                   | Nothing to Fear                                             | 4:28         |
| 13.                 | «Grey Matter»                     | Nothing to Fear                                             | 6:19         |
| 14.                 | «No Spill Blood»                  | Good for Your Soul                                          | 5:23 5:22    |
| 15.                 | «Only a Lad»                      | Oingo Boingo[[EP\|EP]] / Only a Lad                         | 4:24 4:20    |
| Общая длительность: | Общая длительность:               | Общая длительность:                                         | 73:26        |

- Кассетная версия включает «Just Another Day» в качестве 5-го трека[4].

## Видеорелиз
Одновременно с двойным альбомом в 1996 году был выпущен видеофильм Farewell на VHS. В него вошли дополнительные части, которых не было на компакт-диске: видеовступление «Tender Lumplings» представляет шоу; «Nothing to Fear (But Fear Itself)» звучит между «I Am the Walrus» и «Piggies»; а «Just Another Day» звучит между «Change» и «Stay». И наоборот, исполнение песни «Whole Day Off» из CD-издания отсутствует в видеорелизе. Кроме того, на видео песня «Ain’t This the Life» расположена между «On the Outside» и «Wild Sex (In the Working Class)», что также отличается от версии CD. В комплект кассет был включён получасовой ретроспективный документальный фильм, а также промо-клипы на песни «Little Girls» и «Insanity».
Сборник 1999 года Anthology содержал вступление «Tender Lumplings» из видеорелиза, а также дополнительные концертные диалоги на «Insects», «We Close Our Eyes» и «Whole Day Off», которые не вошли в двойной альбом.
Концертное видео было переиздано на DVD 18 сентября 2001 года в виде двухдискового комплекта. Все бонусы с VHS-релиза были помещены на второй диск (оба видеоклипа — как скрытые «пасхалки». На каждом из двух дисков имелось анимированное меню, а в скрытом слайд-шоу была представлена дискография группы.
|         | VHS (см. рукав)                             | DVD (см. рукав)                            |        |
| №       | Лента 1 (101:55)                            | Диск 1                                     | №      |
| ------- | ------------------------------------------- | ------------------------------------------ | ------ |
| 1       | Documentary & Retrospective Footage (23:00) | Intro – Tender Lumplings                   | 1      |
| 2       | «Insanity»                                  | «Insanity»                                 | 2      |
| 3       | «Little Girls»                              | «Little Girls»                             | 3      |
| 4       | «Cinderella Undercover»                     | «Cinderella Undercover»                    | 4      |
| 5       | «Controller»                                | «Controller»                               | 5      |
| 6       | «Burn Me Up»                                | «Burn Me Up»                               | 6      |
| 7       | «Insects»                                   | «Insects»                                  | 7      |
| 8       | «No One Lives Forever»                      | «No One Lives Forever»                     | 8      |
| 9       | «Hey!»                                      | «Hey!»                                     | 9      |
| 10      | «Reptiles and Samurai»                      | «Reptiles and Samurai»                     | 10     |
| 11      | «Water»                                     | «Water»                                    | 11     |
| 12      | «I Am the Walrus»                           | «I Am the Walrus»                          | 12     |
| 13      | «Nothing to Fear (But Fear Itself)»         | «Nothing to Fear (But Fear Itself)»        | 13     |
| 14      | «Piggies»                                   | «Piggies»                                  | 14     |
| 15      | «We Close Our Eyes»                         | «We Close Our Eyes»                        | 15     |
| 16      | «Mary»                                      | «Mary»                                     | 16     |
| 17      | «Can’t See (Useless)»                       | «Can’t See (Useless)»                      | 17     |
|         | Лента 2 (96:12)                             |                                            |        |
| 1 (18)  | «Helpless»                                  | «Helpless»                                 | 18     |
| 2 (19)  | «I’m So Bad»                                | «I’m So Bad»                               | 19     |
| 3 (20)  | «Change»                                    | «Change»                                   | 20     |
| 4 (21)  | «Just Another Day»                          | «Just Another Day»                         | 21     |
| 5 (22)  | «Stay»                                      | «Stay»                                     | 22     |
| 6 (23)  | «Who Do You Want to Be»                     | «Who Do You Want to Be»                    | 23     |
| 7 (24)  | «On the Outside»                            | «On the Outside»                           | 24     |
| 8 (25)  | «Ain’t This the Life»                       | «Ain’t This the Life»                      | 25     |
| 9 (26)  | «Wild Sex (In the Working Class)»           | «Wild Sex (In the Working Class)»          | 26     |
| 10 (27) | «Dead Man’s Party»                          | «Dead Man’s Party»                         | 27     |
| 11 (28) | «Nasty Habits»                              | «Nasty Habits»                             | 28     |
| 12 (29) | «Clowns of Death»                           | «Clowns of Death»                          | 29     |
| 13 (30) | «Grey Matter»                               | «Grey Matter»                              | 30     |
| 14 (31) | «No Spill Blood»                            | «No Spill Blood»                           | 31     |
| 15 (32) | «Only a Lad»                                | «Only a Lad»                               | 32     |
|         |                                             | Диск 2                                     |        |
| 16 (33) | Documentary & Retrospective Footage (8:00)  | Documentary & Retrospective Footage (8:00) | 1 (33) |
| 17 (34) | Little Girls – The Video                    | Little Girls – The Video                   | 2 (34) |
| 18 (35) | Insanity – The Video                        | Insanity – The Video                       | 3 (35) |
| 1. 2.   |                                             |                                            |        |

## Участники записи
Авторские права, исполнение и продюсирование взяты из примечаний к обложке альбома.

| Oingo Boingo - Дэнни Эльфман — вокал, гитары - Стив Бартек — соло-гитары, бэк-вокал - Джон Авила — бас-гитара, бэк-вокал - Джонни «Ватос» Эрнандес — ударные, перкуссия - Уоррен Фитцджеральд — гитары, бэк-вокал - Леон Шнайдерман — баритон и альт-саксофоны - Сэм Фиппс — теноровые и сопрано-саксофоны, соведущий вокал на «Reptiles and Samurai» - Дейл Тёрнер — труба, тромбоны Дополнительные музыканты - Марк Мэнн — клавишные - Дуг Лейси — аккордеон - Джордж Макмаллен — тромбон - Катура Кларк — дополнительная перкуссия | Технический персонал - Дэнни Эльфман, Стив Бартек, Джон Авила — продюсеры - Билл Джексон — звукорежиссёр, сведение - Сильвия Масси — сведение - Джон Патерно — дополнительный звукорежиссёр - Дуг Бём, Чарли Буи, Ван Коппок, Дэвид Ноттингем — помощники звукорежиссёра - Дэйв Коллинз — мастеринг - Джери Хайден — арт-директор - Н. Келлерхаус — арт-директор, дизайн - Деннис Кили — фотография - Джонатон Розен — интерьерный логотип Oingo Boingo |